# Peter Marquant
Peter Marquant (* 1954 in Wien) ist ein wichtiger Vertreter der abstrakten Malerei in Österreich seit den frühen 1980er Jahren.
Von 1972 bis 1981 studierte Marquant bei Wolfgang Hollegha und Josef Mikl an der Akademie der bildenden Künste Wien.
Er lebt und arbeitet auf Mallorca und in Wien.
Peter Marquant ist ein Halbbruder der österreichischen Schauspielerin Adele Neuhauser.

## Einzelausstellungen
- 1978 Galerie in der Ballgasse, ehemals Schapira und Beck, Wien
- 1980 Galerie Heike Curtze, Wien
- 1983  Galerie Heike Curtze, Wien
- 1985 Galerie Würthle, Wien
- 1988 Galerie Würthle, Wien
- 1991 Galerie Würthle, Wien
- 1992 Galerie Rhomberg, Innsbruck
- 1994 Palais Rohan, Wien
- 1994 Galerie Schloss Puchheim, OÖ
- 1996 Galerie Thiele, Linz
- 1998 Galerie Ariadne, Wien
- 1999 Galerie Rhomberg, Innsbruck
- 1999 Galerie Thiele, Linz
- 1999 Galerie Nicole Buck, Strasbourg
- 2000 Galerie Walsch, Wien
- 2000 Galerie Leonhard, Graz
- 2001 Galeria Espai, C’as Concos, Mallorca
- 2003 „Peter Marquant, Pintures 1993–2003“ Torre de ses Puntes, Manacor, Mallorca
- 2004 C’an Gelabert, Binisalem, Mallorca
- 2006 Galerie Leonhard, Graz
- 2007 Al Quinto Pìno Art Club, Santanyi, Mallorca
- 2008 Galerie Leonhard, Graz
- 2010 Galerie Ulysses, Wien
- 2013 Galerie Ulysses, Wien

## Gruppenausstellungen
- 1981 Internationaler Kunstmarkt Köln, Galerie Heike Curtze, Wien
- 1982 Biennale de Paris
- 1983 „Einfach gute Malerei“, Museum des 20. Jahrhunderts, Wien
- 1987 „ART 18'87“, Int. Kunstmesse Basel, Galerie Würthle, Wien
- 1990 „ARCO '90“, Int. Kunstmesse Madrid, Galerie Würthle, Wien
- 1991 „ART 22'91“, Int. Kunstmesse Basel, Galerie Würthle, Wien
- 1993 „ART 24'93“, Int. Kunstmesse Basel, Galerie Würthle, Wien
- 1995 „Colectiva de Invierno“, Galerie Kunstmann, Mallorca
- 1996 „Abstraccions“ - Museo La Llonja, Palma de Mallorca
- 1996 „Kunst Wien '96“, Galerie Ariadne
- 1997 „Abstraccions“, Esglesia vella Calongne, Mallorca
- 1997 „Herbst Zeit Lose“, Galerie Ariadne, Wien
- 1997 „Kunst Wien '97“, Galerie Ariadne
- 1997 „Weihnachtsspaziergang“; „Kauft lieber Herr“, Galerie Ariadne, Wien
- 1998 „Die Schöpfung“, Galerie Ariadne, Wien
- 1998 „Die Schöpfung II“, Galerie Ariadne, Wien
- 1998 „Krippenspiel“, Galerie Ariadne, Wien
- 1999 „Unser Schuldbuch sei vernichtet! Ausgesöhnt die ganze Welt!“; aus Schillers Ode an die Freude, Galerie Ariadne, Wien
- 1999 „25 Jahre ‚neue‘ Galerie Ariadne“, Galerie Ariadne, Wien
- 1999 Galeria Espai, C’as Concos, Mallorca, España
- 2000 „Arbeiten der letzten Jahre“ Galerie Walsch, Wien
- 2008 C’an Manresa, Santanyi, Spanien
- 2009 „Open End Session“ Al Quinto Pino Art Club, Santanyí, Mallorca
- 2011 Galerie Ulysses, Wien
- 2013 Galerie Gans, Wien
- 2014 "Eine Empfindsame Reise", Galerie Gans, Wien